# 交響曲第1番 (サン＝サーンス)

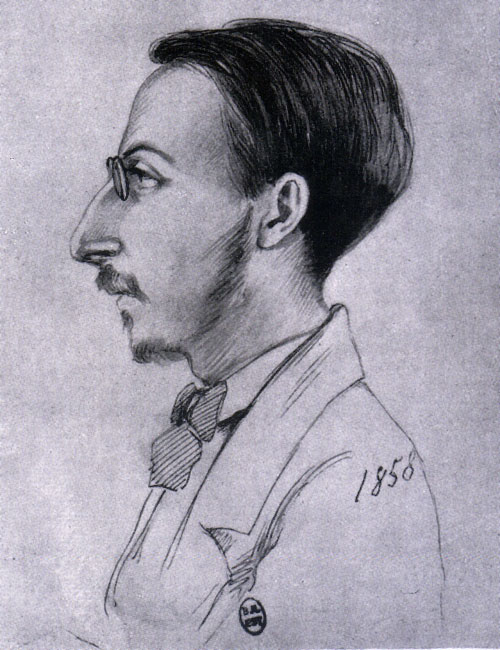
サン＝サーンス（1858年）

交響曲第1番 変ホ長調 作品2, R. 161 は、カミーユ・サン＝サーンスが1853年に作曲し、最初に出版された交響曲である。

## 概要
作曲は1853年の夏に行われ、初演は同年12月18日に、同時代のフランス音楽を積極的に演奏していた聖セシリア協会（la Société de Sainte-Cécile）のパリでの演奏会において、フランソワ・セガース（François Seghers）の指揮で行われた。作曲者名を隠して行われた初演は成功し、のちにサン＝サーンスの作品であることが公表されると、臨席していたエクトル・ベルリオーズやシャルル・グノーから賛辞が寄せられた。楽譜は1855年に出版され、初演を指揮したセガースに捧げられている。

## 楽器編成
フルート3、オーボエ2、イングリッシュホルン1（第3楽章のみ）、クラリネット3、ファゴット2、ホルン4（ナチュラル2、ピストン2）、トランペット2、コルネット2、サクソルン2（バス、コントラバス各1）、トロンボーン3、ハープ4（第4楽章のみ、第2楽章で2、第3楽章で1）、ティンパニ（奏者2人）、シンバル、弦五部。

## 曲の構成
全4楽章、演奏時間は約30分。全体を通してロベルト・シューマンやフェリックス・メンデルスゾーン、ベルリオーズの影響が顕著である。しかし、器楽の分野の発展が遅れていた当時のフランスでは異例なほどの「大交響曲」であり、意欲的な書法が随所に見られ、18歳だった作曲者の成熟ぶりを示している。
- 第1楽章 アダージョ ‐ アレグロ
変ホ長調、4分の4拍子、ソナタ形式。
主題を予示する短い序奏に続いて、雄大な第1主題が弦楽に現れる。この主題が入念に扱われたあとハ長調となり、金管楽器とティンパニの盛大なファンファーレに続いて木管楽器による第2主題が提示される。その後はおおむね型通りに進むが、展開部の前後において序奏が再現されるのが特徴的である。

- 第2楽章 行進曲＝スケルツォ：アレグレット・スケルツァンド
ト長調、4分の4拍子、小ロンド形式（A-B-A-B-A-コーダ）。
弦楽の規則正しいリズムに乗り、木管楽器が明るい主要主題（A）を歌い交して始まる。トリオ主題（B）は弦楽器のスタッカートで提示され、主要主題は再現されるたびに展開的な楽想になっている。
初演当時から人気のある楽章であり、様々な編成への編曲譜が出版されていた。

- 第3楽章 アダージョ 
ホ長調、8分の9拍子。展開部を欠いたソナタ形式。
第2楽章に続いて異例の調選択である。クラリネットが弦楽のトレモロとハープに伴奏されて主題を奏する。主導権はすぐ弦楽に移り、パ・ド・ドゥを思わせる雰囲気の中、甘い旋律が楽章を通して続く。コデッタではハープの響きが印象的である（ハープ奏者の名が演奏会のプログラムにクレジットされることもあった）。

- 第4楽章 フィナーレ：アレグロ・マエストーソ
変ホ長調、4分の4拍子。
前楽章から切れ目なく開始する。2対のティンパニの響きに始まるファンファーレが盛り上がり、行進曲風の壮麗な主題がトゥッティで提示される。それがコラール風の楽想に受け継がれると、ベートーヴェンの『英雄交響曲』を思わせる主題がフガートの形で提示され、展開されていく。コーダでは楽章の冒頭主題も加わり、金管楽器やハープが盛大に鳴り響く中、曲を終える。